# Ozero Karkovskoje
Ozero Karkovskoje (ryska: Озеро Карковское) är en sjö i Belarus.   Den ligger i voblasten Vitsebsks voblast, i den norra delen av landet, 250 km norr om huvudstaden Minsk. Ozero Karkovskoje ligger 155 meter över havet.
I omgivningarna runt Ozero Karkovskoje växer i huvudsak blandskog. Runt Ozero Karkovskoje är det mycket glesbefolkat, med 7 invånare per kvadratkilometer.